# Анело (Кјети)
Анело (итал. Anello) насеље је у Италији у округу Кјети, региону Абруцо.
Према процени из 2011. у насељу је живело 206 становника. Насеље се налази на надморској висини од 436 м.